# Közönséges bakszakáll
A közönséges bakszakáll (Tragopogon orientalis) vagy nevezik még kecskedísznek, bakfűnek, tejes fűnek, kígyómarást gyógyító fűnek és kakukksalátának, az őszirózsafélék egyik faja.

## Elterjedés, élőhely
2000 méter magasságig sokfelé megtalálható növény.
Magyarországon réteken, mezőkön és füves helyeken gyakori, különösen az Alföldön. Üde és nedves, tápanyagban gazdag, laza és kötött talajokon egyaránt elterjedt. Tipikus előfordulási területe a vasúti töltések és autópályák környéke.

## Leírása
Kétéves vagy évelő, 30–70 cm magasra nő. Levelei szálasak vagy szálas-lándzsásak, 
Virágzata sárga fészek, májustól júliusig virít. A virágzati kocsány egyenletesen vastag. Termése kaszat, mely vékony csőrbe keskenyedik. 

## Felhasználása
Levelét és friss hajtásait, szárát, virágbimbóját főzelék, leves és lé készítésére vagy spárgaként, a felvágatlan szárát és virágbimbóját, inulintartalmú gyökerét salátákban használják. Hamis feketegyökérként (Scorzonera hispanica) készíthető el.